# Alcalá del Júcar
Pour les articles homonymes, voir Alcalá.
Alcalá del Júcar est une commune d'Espagne de la province d'Albacete dans la communauté autonome de Castille-La Manche. Alcalá del Júcar appartient à l'association Les Plus Beaux Villages d'Espagne.

## Géographie
Alcalá del Júcar se situe sur un des méandres de la rivière de Júcar, sur un des versants abrupts de la profonde vallée, où se trouvent de nombreuses grottes (troglodytes) creusées dans la roche tendre
La commune est divisée en six centres urbains :
- Alcalá, 694 habitants ;
- Las Eras, 321 habitants ;
- Casas del Cerro, 210 habitants ;
- La Gila, 64 habitants ;
- Zulema, 54 habitants ;
- Tolosa, 33 habitants.

## Histoire
Le nom de la ville vient du terme arabe Al-Kala, qui signifie « le château », la forteresse ou le fortin. Cette ville arabe fut conquise par Alphonse VIII de Castille, en l'an 1213. Une fois conquise, la commune fut repeuplée par des habitants d'Alarcón.
Vers le milieu du XVe siècle, le château, propriété de Juan Pacheco, marquis de Villena, fut rénové.
Cette commune était l'un des postes de douane sur la route du Chemin Royal de Madrid à Valence. Son pont, datant de l'époque romaine, fut rénové au XVIIIe siècle.

## Administration
| Période                                  | Période | Identité               | Étiquette | Qualité |
| ---------------------------------------- | ------- | ---------------------- | --------- | ------- |
| Les données manquantes sont à compléter. |         |                        |           |         |
| 2015                                     |         | Pedro Antonio González |           |         |